# Colonie pénale
Pour les articles homonymes, voir Colonie pénitentiaire.
 (décembre 2020).

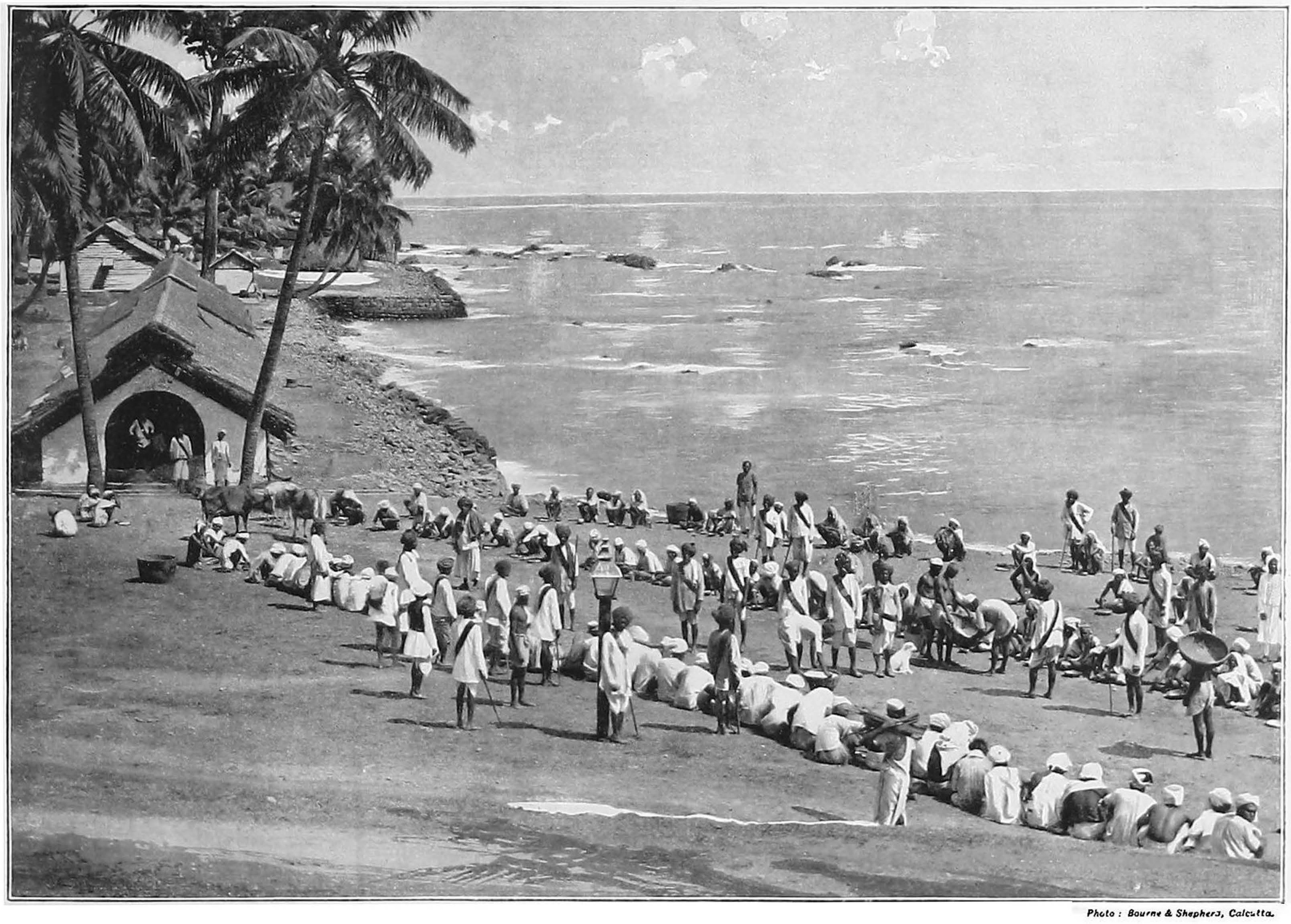
Prisonniers britanniques sur les îles Andamans

La colonie pénale, ou colonie pénitentiaire est un lieu aménagé en outre-mer pour recevoir des adultes délinquants, condamnés à une peine privative de liberté et à des travaux forcés.
En France, il pouvait s'agir d'un établissement fermé, public ou privé, agricole ou industriel, faisant travailler des enfants jugés délinquants ou en situation de dangerosité ; on parlait aussi de bagne pour enfants.

## Origine
Les établissements pénitentiaires pour adultes ont été créés à distance de la métropole, sur des îles ou dans des territoires éloignés : les Britanniques, les Français et les Russes en ont créé  en Amérique du Nord, en Australie, ou encore sur l'île de Sakhaline.
Ils constituaient des réserves de main d'œuvre à bon marché dans un contexte d'industrialisation croissante, pour les travaux pénibles et dangereux comme le défrichage ou l'exploitation des mines souterraines. Ils mettaient aussi la société à l'abri de delinquants ou vagabonds, considérés comme un danger. 
Les détenus ayant purgé leur peine devenaient parfois les premiers colons de territoires d'outre-mer, comme en Guyane ou sur l'île de la Réunion : on parle donc « colonisation pénale » entre 1850 et 1930.

## Les bagnes pour enfants
Les colonies pénitentiaires étaient aussi des lieux d'enfermement des enfants. Elles sont les ancêtres des « maisons de correction » puis des « maisons d'éducation ». Tout au long du XIXe siècle, un enfant pouvait être jugé et enfermé au même titre qu'un adulte.
On trouvait des colonies pénitentiaires spécialisées, comme la colonie pénitentiaire publique à vocation maritime et agricole de Belle-Île-en-Mer⁣⁣, créée en 1880. Frédéric Auguste Demetz, fondateur de la Colonie agricole et pénitentiaire de Mettray crée un lotissement de dix maisons situées autour d'une église. Ce lotissement a été créé pour l'accueil de jeunes enfants. Des colons, à la tête de chaque maison, se comportent comme des chefs de « famille ». Cet établissement est conçu pour donner une impression de quartier ou de village contrairement aux prisons traditionnelles. On y vit alors avec sa « famille », à proximité de ses voisins, de l'église et des « ateliers » où l'on travaille.

## Par pays

### France
Les colonies pénales françaises en Algérie, en Guyane puis en Nouvelle-Calédonie, avaient des visées de colonies de peuplement. La France envoyait une partie de sa population (hommes, femmes et enfants) les habiter de manière significative, afin d'y établir une présence pérenne et autonome. Ces nouvelles sociétés se développaient en particulier grâce à l'agriculture. Elles s'opposaient à la colonie-comptoir, ou d'administration, comme en Indochine par exemple. La colonisation de peuplement était la forme la plus violente de colonisation, s'accompagnant d'un lot de nettoyages ethniques, surtout lorsque les colons faisaient disparaître les populations et les cultures autochtones en place.
C'est dans ce contexte d'impérialisme européen que Napoléon III a institué les bagnes coloniaux par la loi du 30 mai 1854, l'article 1 sur la Transportation disposant que « la peine des travaux forcés sera subie, à l’avenir, dans des établissements créés par décrets de l’empereur, sur le territoire d’une ou de plusieurs possessions françaises autres que l’Algérie. ».
La plupart des prisonniers libérés restaient dans les colonies de peuplement, soit par obligation légale (astreints à résidence en Algérie, Guyane ou Nouvelle-Calédonie), soit parce qu'ils n'étaient pas en mesure de regagner la métropole. Ils subissaient souvent des décisions visant à combler le manque de main-d’œuvre dû aux pertes relatives aux conditions de vie extrêmement difficiles. 
La loi du 27 mai 1885 a instauré la relégation des récidivistes, et entraîné « l’internement perpétuel sur le territoire des colonies ou possessions françaises » : après leur peine, les condamnés récidivistes ne pouvaient pas revenir en métropole. Ils devaient purger une double peine de relégation équivalente à la durée de leur condamnation aux travaux forcés. Dans le jargon du bagne, il s'agit du « doublage ». Les bagnards se qualifiaient entre eux de « durs », « ceux d'en bas », ou de « pieds-de-biche », « ceux d'en haut », pour distinguer ceux qui étaient condamnés pour la première fois (les « durs ») des relégués qui étaient récidivistes (« ceux d'en haut »).

### Grande-Bretagne
La Grande-Bretagne pratiquait la transportation des condamnés criminels au bagne dans les colonies britanniques : en Amérique, à partir des années 1610 jusqu'à la révolution américaine dans les années 1770, puis dans les colonies pénitentiaires en Australie entre 1788 et 1868. Notamment à Botany Bay qui fut la principale colonie pénitentiaire d'Australie.
Comme en France, les pontons-prisons ont été utilisés jusqu'à la mise en place d'un système pénitentiaire moderne inspiré du système de Jeremy Bentham.

### Argentine
L'Argentine comptait le bagne appelé prison des récidivistes ou le pénitencier de la fin du monde à Ushuaia : le projet est lancé en 1883. Il accueille ses premiers prisonniers en janvier 1896. Il sera fermé en 1947.

### Mali
Le Mali a connu un bagne dans le désert du Tanezrouft, à Taoudeni. Ce bagne sera fermé en 1988.

### Russie
Le système judiciaire de l'Empire russe comprenait des katorgas, mot qui peut se traduire par bagne. Ceux-ci se distinguent des camps de concentration et du goulag. Ce système est créé au XVIIe siècle.

### Belgique
Un bagne a été créé à Anvers en 1801 ou 1804, et a été aboli en 1821 sous la présence néerlandaise ou 1822 lors de la réforme du système pénitentiaire.